# Мерефо-Херсонский железнодорожный мост
Мерефо-Херсонский мост (укр. Мерефо-Херсонський міст) — железнодорожный мост через реку Днепр в городе Днепр, Украина. Второй по возрасту мост города. За свою художественную выразительность, выдающиеся технические качества, проверенный на прочность временем, он взят под охрану государства как памятник архитектуры.

## История
Разработали проект в 1912 году, строительство моста велось в 1914—1916 годах. Были установлены 22 опоры металлического моста, которые спроектировал академик Г. П. Передерий, но сооружение пролётов начать не успели. Возведение моста прервала революция 1917 года, и только в 1929 году окончательно созрело решение о завершении его строительства.
Тогда понадобилось соединить с левобережьем открытый для движения железнодорожный ход Лоцманская — Апостолово.
Автором нового проекта моста стал Н. М. Колоколов. Главным инженером строительства был Макар Александрович Киеня, советский инженер, награждённый орденом Красной Звезды за техническое руководство сооружением железнодорожных мостов.
35 железобетонных арок и оба металлических пролёта по 52 метра каждый соорудили всего за семь месяцев.
24 октября 1932 года в 15:30 был уложен последний кубометр бетона. Уникальный мост через Днепр был сдан в эксплуатацию 21 декабря 1932 года. Его возвели всего за год и четыре месяца.
С начала Великой Отечественной войны Мерефо-Херсонский мост, так же, как и его «сосед» — Амурский мост, — стал важнейшим стратегическим объектом. После упорной обороны города по нему отходили советские части, которые сражались за город в районе Криворожского-Запорожского шоссе. После отхода он был разрушен. Восстановили мост уже нацисты, после чего он был назван в честь генерал-полковника фон Клейста, танковая группа которого с трудом взяла город. Сам генерал-полковник приезжал на открытие «своего» моста.

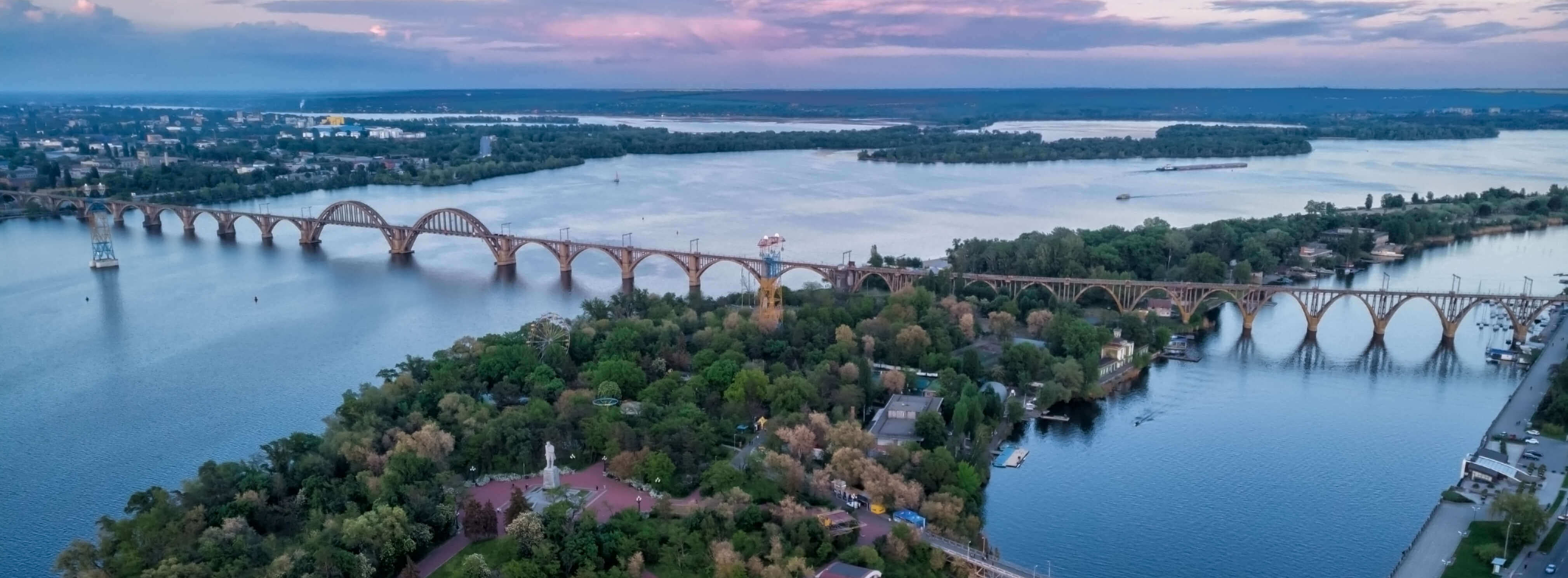
Панорамный вид Мерефо-Херсонского моста и Монастырского острова

Во время отхода нацисты уничтожили мост полностью, оставив только руины железобетонных арок.
Восстановлен по проекту, разработанному коллективом «Днепрогипротранса» под руководством Е. Г. Тетерука. На восстановление моста было израсходовано около 50 млн рублей и 30 000 кубометров высококачественного бетона. За совершенствование технологии строительства Н. М. Молоканов получил Сталинскую премию.
У правого берега мост проходит через Монастырский остров.